# Richard Alleine
Richard Alleine (Ditcheat, Somerset, 1610 — Frome, 22 de dezembro de 1681) foi um teólogo puritano inglês.

## Biografia
Nasceu em Ditcheat, Somerset, onde seu pai era reitor. Era o irmão mais novo de William Alleine, o santo vigário de Blandford Forum. Richard foi educado em St Alban Hall, Oxford, onde ingressou em 1627, e de onde, depois de ter-se graduado em Bachelor of Arts, transferiu-se para o New Inn, permanecendo lá até pós-graduar-se Masters of Arts. Ao ser ordenado, tornou-se assistente de seu pai, e logo conquistou todo o condado pela sua eloquência inflamada.
Em março de 1641, sucedeu Richard Bernard como reitor de Batcombe, Somerset. Declarou-se do lado dos puritanos, assinando "O testemunho dos ministros em Somersetshire para a verdade de Jesus Cristo" e a Liga e Aliança Solene, e ajudou os comissários do parlamento no seu trabalho de expulsar ministros insatisfatórios. Alleine continuou por vinte anos reitor de Batcombe e foi um dos dois mil ministros expulsos em 1662. O Ato Five Mile de 1665 levou-o a mudar-se para Frome Selwood, e naquela vizinhança pregou até à sua morte em 1681.
Suas obras são todas de caráter profundamente espiritual. Sua Vindiciae Pietatis (que apareceu pela primeira vez em 1660) teve sua licença recusada pelo Arcebispo da Cantuária, Gilbert Sheldon, e foi publicada, juntamente com outros livros não conformistas, sem ela. Foram rapidamente compradas e "fez muito para consertar este mundo mau." Roger Norton, o editor do rei, apreendeu uma grande parte da primeira edição em razão dela não ter sido licenciada e a enviou para a cozinha real para ser queimada. Ao dar uma olhada em suas páginas, porém, pareceu-lhe um pecado que um livro tão santo e tão vendável devesse ser destruído. Ele, portanto, resgatou as páginas, e vendeu-as em sua própria loja. Isto, por sua vez, foi denunciado, e ele teve que pedir perdão de joelhos perante o conselho, e as cópias restantes foram condenadas a serem destruídas, ou rasuradas com um pincel de tinta, e enviadas de volta para a cozinha para serem incineradas. Tais cópias ocasionalmente ainda sobreviveram. O livro não foi destruído. Foi muitas vezes reeditado com acréscimos, The Godly Man's Portion em 1663, Heaven Opened em 1666, The World Conquered em 1668. Alleine também publicou um livro de sermões. John Wesley considerou-o o criador da oração da aliança que ele introduziu no Metodismo em 1755.
A filha de Richard Alleine, Theodosia, casou com seu primo, o ministro não conformista Joseph Alleine.

## Obras
- A Brief Explanation of the Common Catechisme Distinguished into Three Parts, Londres, 1630
- Vindiciae Pietatis, Londres, 1660
- Cheirothesia Tou Presbyteriou, or A Letter to a Friend, Londres, 1661
- The Godly Mans Portion and Sanctuary, Londres, [1662?]
- Heaven Opened, or, A Brief and Plain Discovery of the Riches of Gods Covenant by Grace, Londres, 1665
- The Best of Remedies for the Worst of Maladies, Londres, 1667
- The World Conquered, or A Believer's Victory Over the World, Londres, 1668
- Two Prayers: One for the Use of Families, the Other for Children, [ca. 1670]
- Godly-Fear, or, The Nature and Necessity of Fear, and its Usefulness, Londres, 1674
- A Rebuke to Backsliders, and a Spurr for Loyterers, Londres, 1677
- A Murderer Punished and Pardoned or, A True Relation of the Wicked Life, and Shameful-Happy Death of Thomas Savage, Londres, 1679
- A Companion for Prayer, Londres, 1680
- Instructions About Heart-Work, Londres, 1681
- The Christian's Daily Practice of Piety, Edimburgo, 1703
- The Voice of God to Christless Unregenerate Sinners, Boston, 1743

## Leituras adicionais
- Stephen Wright, ‘Alleine, Richard (1610/11–1681)’, Oxford Dictionary of National Biography, Oxford University Press, 2004